# ۱۱۷ (پیش از میلاد)
۱۱۷ (پیش از میلاد) ۱۱۷مین سال قبل از تقویم میلادی است.